# 格里塞勒
格里塞勒（法語：Griselles，法語發音：[ɡʁizɛl]）是法国卢瓦雷省的一个市镇，位于该省东北部，属于蒙塔日区。

## 地理
格里塞勒（48°4'43"N, 2°49'45"E）面积30.32 平方千米，位于法国中央-卢瓦尔河谷大区卢瓦雷省，该省份为法国中北部省份，北起埃松省，西北接厄尔-卢瓦省，西南接卢瓦-谢尔省，南至涅夫勒省和谢尔省，东临约讷省，东北接塞纳-马恩省。
与格里塞勒接壤的市镇（或旧市镇、城区）包括：舍瓦讷、加蒂奈地区费里耶尔、卢祖埃、波库尔、加蒂奈地区佩尔、拉塞勒叙勒比耶、拉沙佩勒圣塞皮尔克尔。

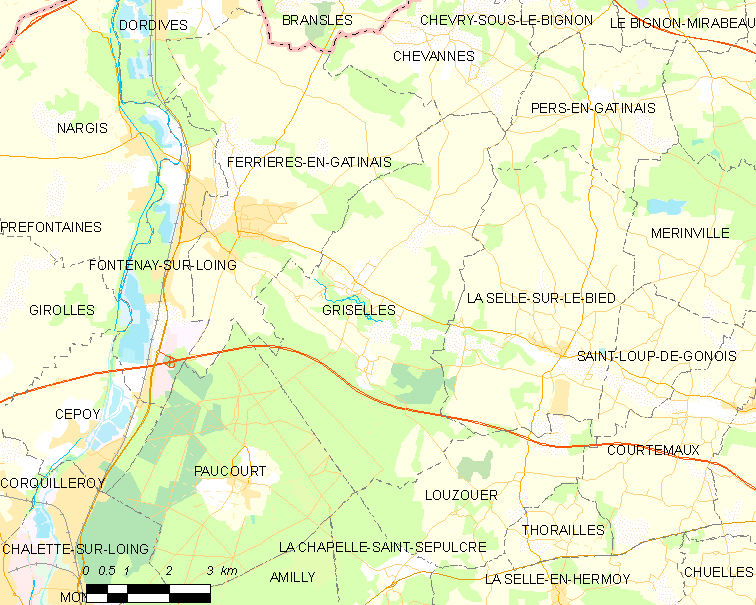
格里塞勒的OSM定位图

格里塞勒的时区为UTC+01:00、UTC+02:00（夏令时）。

## 行政
格里塞勒的邮政编码为45210，INSEE市镇编码为45161。

## 政治
格里塞勒所属的省级选区为库特奈县。

## 人口

1962-2008年间格里塞勒人口变化图示

格里塞勒于2022年1月1日时的人口数量为818人。